# Amor (musikalbum)
Amor är ett album av dansbandet Flamingokvintetten, släppt 2001.

## Låtlista
1. Min käresta
2. Laughter in the Rain
3. Amor
4. My Special Angel
5. Sommaren det hände
6. True Love
7. Din
8. A Little Bit More
9. I roenrött jag drömmer
10. Alone Again
11. Nånting fånigt
12. The Most Beautiful Girl
13. Du och jag
14. Wourld without Love
15. Brutna löften
16. She